# Epirhyssa tandoni
Epirhyssa tandoni là một loài tò vò trong họ Ichneumonidae.